# Monopis thiantha
Monopis thiantha är en fjärilsart som beskrevs av Edward Meyrick 1910. Monopis thiantha ingår i släktet Monopis och familjen äkta malar. Inga underarter finns listade i Catalogue of Life.